# Liste der Biografien/Hud
Liste der Biografien |
Portal Biografien |
Personensuche
# |
A |
B |
C |
D |
E |
F |
G |
H |
I |
J |
K |
L |
M |
N |
O |
P |
Q |
R |
S |
T |
U |
V |
W |
X |
Y |
Z |
?
 
Ha |
Hd |
He |
Hi |
Hj |
Hk |
Hl |
Hm |
Hn |
Ho |
Hr |
Hs |
Ht |
Hu |
Hv |
Hw |
Hy
 
Hua |
Hub |
Huc |
Hud |
Hue |
Huf |
Hug |
Huh |
Hui |
Huj |
Huk |
Hul |
Hum |
Hun |
Huo |
Hup |
Huq |
Hur |
Hus |
Hut |
Huu |
Huv |
Huw |
Hux |
Huy |
Huz
Die Liste der Biografien führt alle Personen auf, die in der deutschsprachigen Wikipedia einen Artikel haben. Dieses ist eine Teilliste mit 215 Einträgen von Personen, deren Namen mit den Buchstaben „Hud“ beginnt.

## Hud
- Hūd ibn Muhakkam, ibāḍitischer Koranexeget
- Hud, Ibn († 1238), muslimischer Fürst in Andalusien (1228–1237)

### Huda
- Huda, Choirul (1979–2017), indonesischer Fußballtorhüter
- Huda, Foujia (* 1985), bangladeschische Leichtathletin
- Huda, Masta (* 1970), österreichischer DJ und Musikproduzent
- Huda, Norbert (* 1950), deutscher Wasserspringer
- Hudabiunigg, Ingrid (* 1942), deutsche Germanistin und Anglistin
- Hudač, Ivan (* 1971), slowakischer Skilangläufer
- Hudáček, Július (* 1988), slowakischer EishockeytorwartJúlius Hudáček (* 1988)

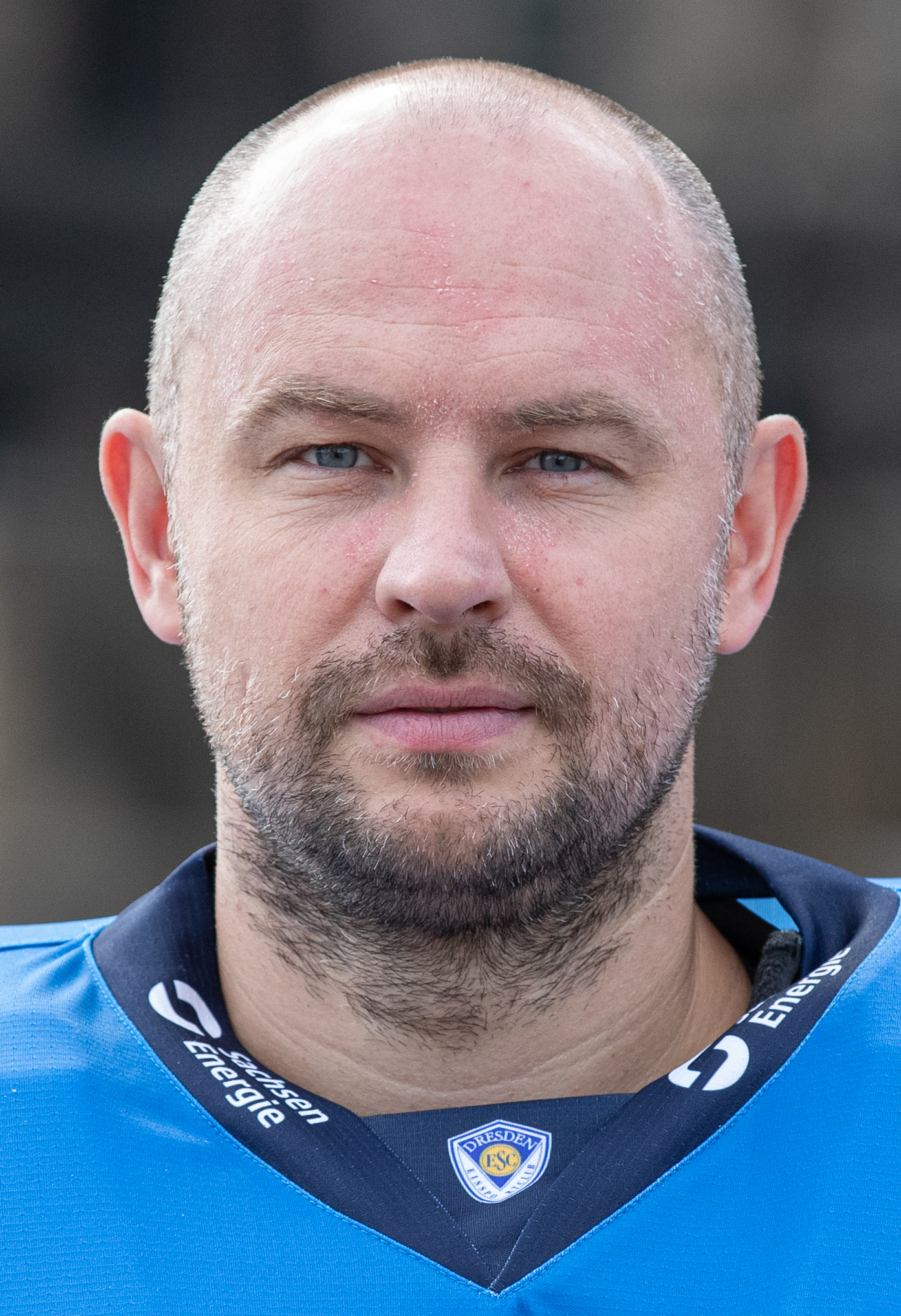
Július Hudáček (* 1988)

- Hudáček, Libor (* 1990), slowakischer Eishockeyspieler
- Hudáček, Vladimír (* 1971), tschechischer Eishockeytorwart und -trainer
- Hudachek, John W. (1930–2010), US-amerikanischer Offizier, Generalmajor der US-Army
- Hudak, Adalbert (1911–1986), deutscher Pädagoge und Politiker (CSU), MdB
- Hudak, Brittany (* 1993), kanadische Parasportlerin
- Hudak, Günther (1939–1992), deutscher Beamter, Gewerkschafter und Senator (Bayern)
- Hudak, Harald (1957–2024), deutscher Mittelstreckenläufer
- Hudak, Jen (* 1986), US-amerikanische Freestyle-Skisportlerin
- Hudak, Paul (1952–2015), amerikanischer Informatiker und Hochschullehrer
- Hudáková, Nina (* 2004), slowakische Eishockeyspielerin
- Hudáková, Paulína (* 1998), slowakische Floorballspielerin
- Hudal, Alois (1885–1963), österreichischer Bischof und Fluchthelfer diverser Naziverbrecher
- Hudaýberdiýew, Serdar (* 1986), turkmenischer Boxer
- Hudaýbergenow, Tolkunbek (* 1986), turkmenischer Gewichtheber

### Hudc
- Hudcová, Martina (* 1966), tschechische Beachvolleyballspielerin

### Hudd
- Hudd, Herbert (1881–1948), australischer Politiker (Liberal and Country League)
- Hudd, Thomas R. (1835–1896), US-amerikanischer Politiker
- Huddart, Claire (* 1971), britische Schwimmerin
- Huddart, Joseph (1741–1816), englischer Kapitän, Ingenieur und Hydrograph
- Hudde, Hinrich (1944–2023), deutscher Romanist und Literaturwissenschaftler
- Hudde, Johan (1628–1704), Bürgermeister von Amsterdam, holländischer Mathematiker
- Huddle, Molly (* 1984), US-amerikanische Langstreckenläuferin
- Huddle, Paul (* 1962), US-amerikanischer Buchautor und Trainer sowie ehemaliger aktiver Triathlet
- Huddleston, David (1930–2016), US-amerikanischer Schauspieler
- Huddleston, David (* 2000), bulgarischer Turner
- Huddleston, Deserie (* 1960), australische Sportschützin
- Huddleston, Floyd (1918–1991), US-amerikanischer Songwriter, Drehbuchautor und Fernsehproduzent
- Huddleston, George (1869–1960), US-amerikanischer Politiker und Abgeordneter
- Huddleston, George junior (1920–1971), US-amerikanischer Politiker und Abgeordneter
- Huddleston, Holly (* 1987), neuseeländische Cricketspielerin
- Huddleston, Hubert Jervoise (1880–1950), britischer Kolonialgouverneur, Generalmajor der British Army
- Huddleston, Michael (1952–2021), US-amerikanischer Schauspieler
- Huddleston, Trevor (1913–1998), britischer Erzbischof und Kämpfer gegen die Apartheid
- Huddleston, Walter (1926–2018), US-amerikanischer Politiker
- Huddlestone, Tom (* 1986), englischer Fußballspieler
- Huddy, Charlie (* 1959), kanadischer Eishockeyspieler und -trainer

### Hude
- Hude, Anna (1858–1934), dänische Historikerin und Frauenrechtlerin
- Hude, Bernhard Heinrich von der (1681–1750), deutscher evangelisch-lutherischer Geistlicher und Hauptpastor an Lübecker Marienkirche
- Hude, Bernhard Heinrich von der (1731–1795), deutscher evangelisch-lutherischer Geistlicher, Hauptpastor an Lübecker Marienkirche
- Hude, Bernhard Heinrich von der (1765–1828), deutscher evangelisch-lutherischer Geistlicher und Hauptpastor an St
- Hude, Detward von der († 1430), Bürgermeister von Bremen
- Hude, Eilard von der (1541–1606), deutscher Chronist
- Hude, Heinrich von der (1798–1853), Syndicus und Senator der Hansestadt Lübeck
- Hude, Hermann von der (1811–1858), deutscher Jurist, Diplomat, hanseatischer Gesandter beim Bundestag und Senator der Hansestadt Lübeck
- Hude, Hermann von der (1830–1908), deutscher Architekt
- Hude, Hinrich von der († 1459), Großkaufmann, Ratsherr in Bremen
- Hude, Jürgen Matthias von der († 1751), deutscher Maler
- Hude, Karl (1860–1936), dänischer Klassischer Philologe
- Hudec, Adam (* 1949), slowakischer Musiker und Komponist
- Hudec, Alois (1908–1997), tschechischer Turner
- Hudec, Hugo (1893–1969), österreichischer Komponist und Kapellmeister
- Hudec, Jakub (* 2004), slowakischer Eishockeyspieler
- Hudec, Jan (* 1981), tschechisch-kanadischer Skirennläufer
- Hudec, Jaromír (1936–2024), tschechischer Eishockeyspieler und -trainer
- Hudec, Jiří (* 1953), tschechischer Kontrabassist und Musikpädagoge
- Hudec, Jiří (* 1964), tschechischer Hürdenläufer
- Hudec, Josef (1863–1915), österreichisch-polnischer Politiker
- Hudec, Martin (* 1982), tschechischer Fußballspieler
- Hudec, Stanislav (* 1982), slowakischer Eishockeyspieler
- Hudeček, Antonín (1872–1941), tschechischer Maler
- Hudeček, Jiří (* 1986), tschechischer Radrennfahrer
- Hudecek, Michael (* 1961), österreichischer Filmeditor, Regisseur und Musiker
- Hudeček, Tomáš (* 1979), tschechischer Politiker, Oberbürgermeister von Prag
- Hudecová, Kamila (* 1987), slowakische Fußballspielerin
- Hudeczek, Carl (1889–1971), österreichischer Botschafter, Volkswirtschaftler und Schriftsteller
- Hudelist, Caroline (* 1940), österreichische Künstlerin
- Hudelist, Josef von (1759–1818), österreichisch Diplomat und Staatsmann
- Hudelmaier, Margit (* 1960), deutsche Sozialpädagogin und Vorsitzende des Bundesverbandes Contergangeschädigter
- Hudelmaier, Werner (* 1940), deutscher Politiker der CDU
- Hudelmaier, Wilhelm (1934–2000), deutscher Räuber
- Hudelo, Désiré (1883–1964), französischer Turner
- Hudemann, Hans-Olaf (1915–1984), deutscher Sänger (Bass) und Musikwissenschaftler
- Hudemann, Heinrich, deutscher Dichter der Barockzeit
- Hudemann, Heinrich Theodor (1817–1877), deutscher Fotograf
- Hudemann, Johann (1606–1678), deutscher Pastor, Generalsuperintendent von Holstein und Schleswig
- Hudemann, Ludwig Friedrich (1703–1770), deutscher Dichter
- Hudemann, Rainer (* 1948), deutscher Historiker
- Hüdepohl, Ferdinand (1902–1980), deutscher Urologe, Chirurg und Chefarzt
- Hudepohl, Joe (* 1973), US-amerikanischer Schwimmer
- Huder, Jachen (1922–2008), Schweizer Bauingenieur und Hochschullehrer
- Huder, Walter (1921–2002), deutscher promovierter Germanist, Slawist, Kulturhistoriker, Philosoph, Essayist
- Hudes, Quiara Alegría (* 1977), US-amerikanische Dramatikerin
- Hudetz, Josef (1842–1909), österreichischer Architekt
- Hudetz, Karl Anton (1890–1977), deutscher Maler und Künstler
- Hudetz, Radivoj (* 1935), jugoslawischer Tischtennistrainer und -spieler
- Hudey, Marsha (* 1990), kanadische Eisschnellläuferin

### Hudg
- Hudgens, Vanessa (* 1988), US-amerikanische Schauspielerin und SängerinVanessa Hudgens (* 1988)

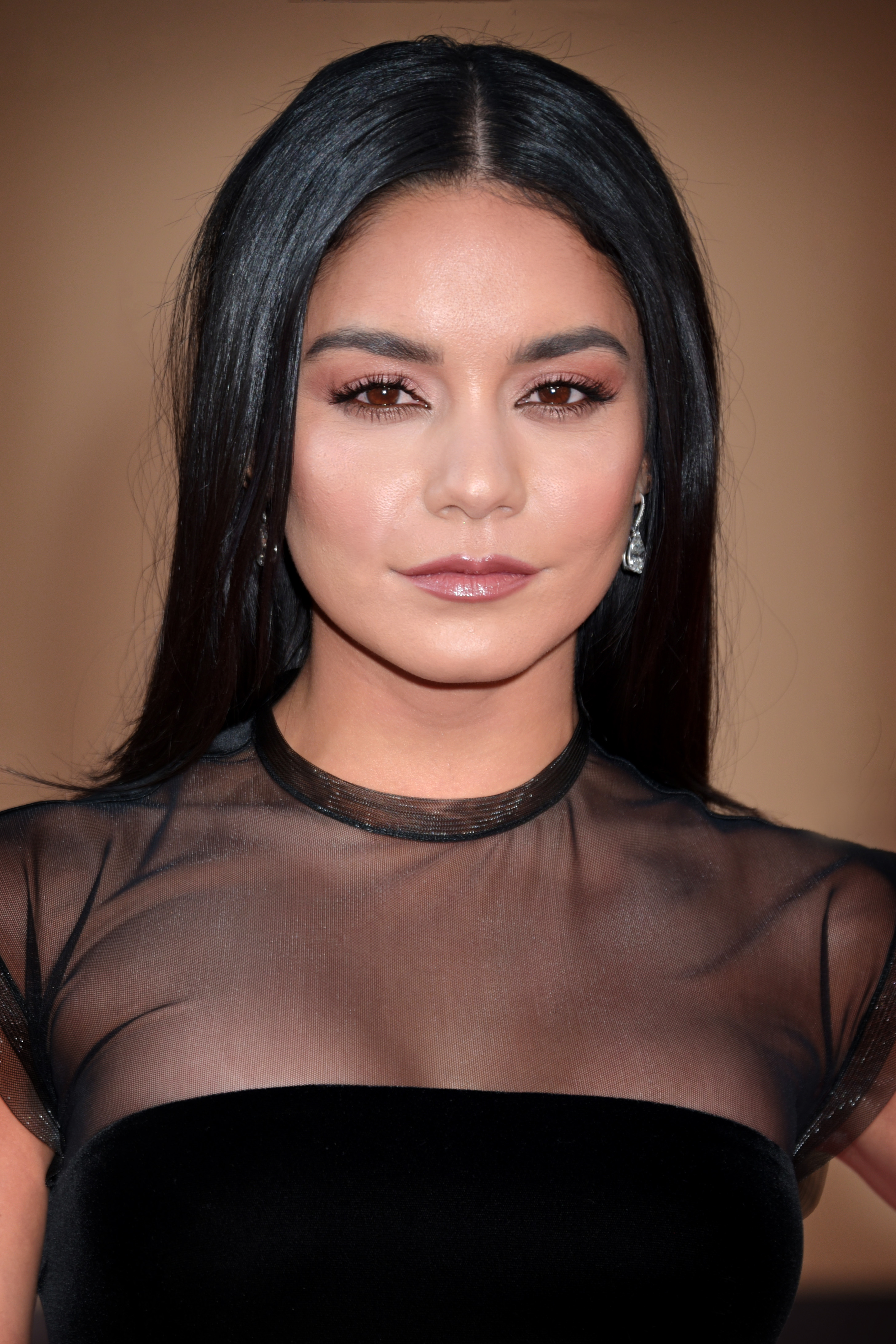
Vanessa Hudgens (* 1988)

- Hudghton, Ian (* 1951), britischer Politiker, MdEP und Mitglied der Schottischen Nationalpartei
- Hudgins, Trevor (* 1999), US-amerikanischer Basketballspieler

### Hudi
- Hüdig, Burghard (1933–2020), deutscher Fotograf

### Hudj
- Hudjefa I., altägyptischer König der 2. Dynastie (um 2736 v. Chr. – um 2734 v. Chr.)
- Hudjefa II., altägyptischer König der 3. Dynastie

### Hudl
- Hudl, Paul (* 1894), österreichischer Politiker (NSDAP), MdR, SS-Führer und Holzhändler
- Hudler, August (1868–1905), deutscher Medailleur und Bildhauer
- Hudler, Jiří (* 1984), tschechischer Eishockeyspieler
- Hudleston, Edmund (1908–1994), britischer Offizier der Luftstreitkräfte des Vereinigten Königreichs
- Hudleston, Wilfred Hudleston (1828–1909), britischer Geologe
- Hudlett, Friedrich (* 1866), deutscher Jurist und Politiker (Zentrum)
- Hudlický, Tomáš (1949–2022), US-amerikanischer Chemiker tschechoslowakischer Herkunft
- Hudlin, Reginald (* 1961), US-amerikanischer Regisseur, Drehbuchautor und Filmproduzent

### Hudn
- Hudner, Thomas J. (1924–2017), US-amerikanischer Offizier (United States Navy), Marineflieger
- Hudnut, Peter (* 1980), US-amerikanischer Wasserballspieler
- Hudnut, William H. (1932–2016), US-amerikanischer Politiker

### Hudo
- Hudolin, Jurij (* 1973), slowenischer Schriftsteller und Übersetzer
- Hudon, Charles (* 1994), kanadischer Eishockeyspieler
- Hudon, Jocelyn (* 1994), kanadische Schauspielerin

### Hudr
- Hudribusch, Sabina (* 1967), österreichische Freestyle-Skierin
- Hudrog, Mussa (* 1984), libanesischer Langstreckenläufer

### Huds
- Hudschaidscha, al-, vor-islamische, arabische Poetin vom Stamm der Banu Schaiban
- Hudschr ibn ʿAdī († 671), arabischer Militärführer
- Hudschwīrī, persischer Schriftsteller
- Hudson (* 1988), brasilianischer Fußballspieler
- Hudson Mohawke (* 1986), schottischer Musiker, Musikproduzent und DJ
- Hudson, Alan (* 1951), englischer Fußballspieler
- Hudson, Alistair (* 1969), britischer Kurator
- Hudson, Andrew (* 1996), jamaikanisch-US-amerikanischer Sprinter
- Hudson, Benjamin (* 1950), US-amerikanischer Violinist
- Hudson, C. B. (* 1974), US-amerikanischer Musiker
- Hudson, Charles (1795–1881), US-amerikanischer Politiker
- Hudson, Charles (1828–1865), englischer anglikanischer Geistlicher und AlpinistCharles Hudson (1828–1865)

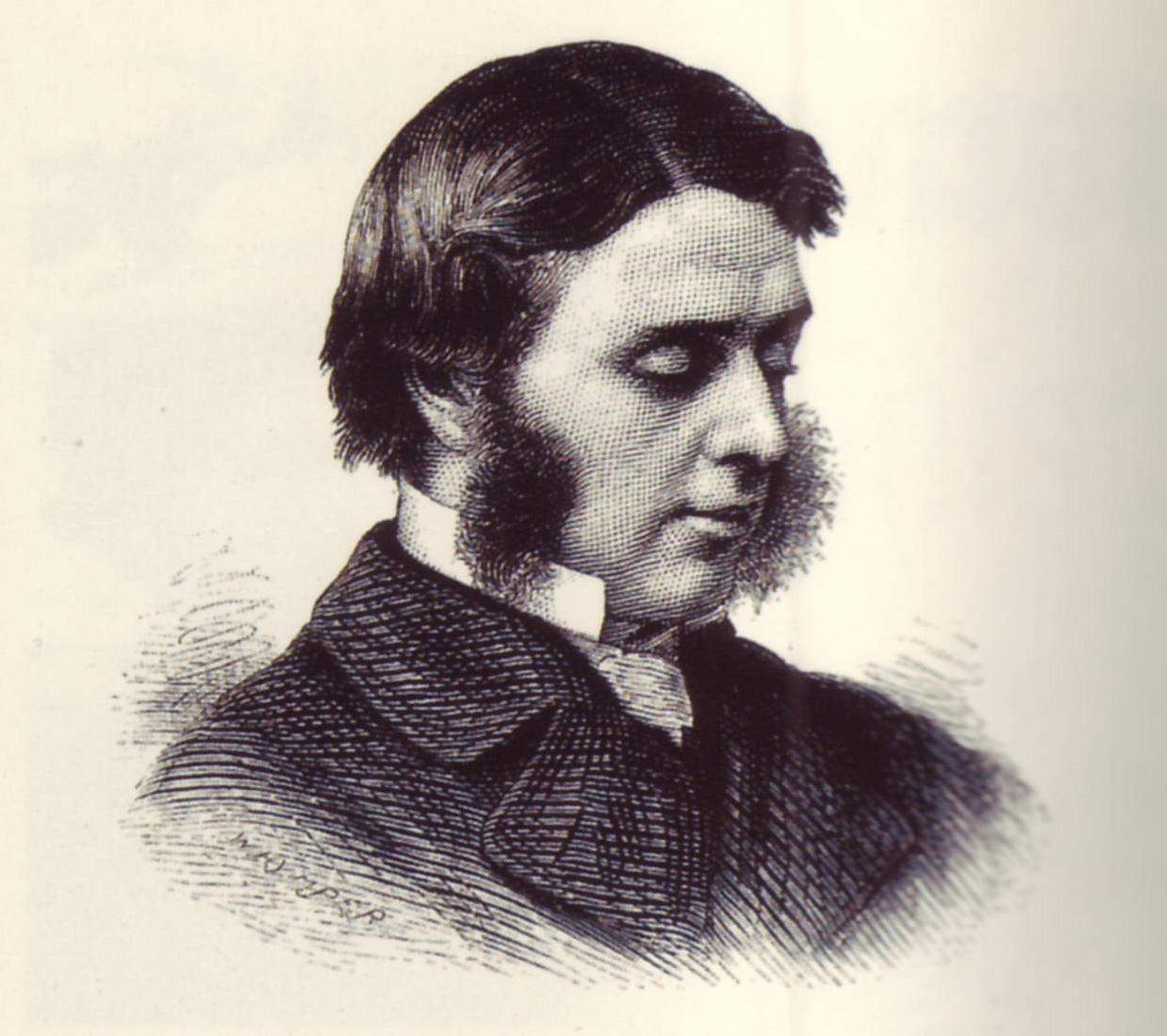
Charles Hudson (1828–1865)

- Hudson, Charles M. (1932–2013), US-amerikanischer Anthropologe
- Hudson, Claude (1881–1952), US-amerikanischer Chemiker (Organische Chemie)
- Hudson, Dave (* 1949), kanadischer Eishockeyspieler
- Hudson, David, australischer Musiker, Didgeridoo-Virtuose der Aborigines
- Hudson, David J. (1943–2011), US-amerikanischer Tonmeister
- Hudson, Dawn (* 1957), amerikanische Journalistin, Politikwissenschaftlerin und Schauspielerin
- Hudson, Derek (* 1936), botswanischer Segler
- Hudson, Donald E. (1916–1999), US-amerikanischer Bauingenieur
- Hudson, Edith (* 1872), schottisch-britische Krankenschwester und Suffragette
- Hudson, Ellis Herndon (1890–1992), US-amerikanischer Mediziner und Hochschullehrer
- Hudson, Ernie (1926–2017), englischer Fußballspieler
- Hudson, Ernie (* 1945), US-amerikanischer Schauspieler und SynchronsprecherErnie Hudson (* 1945)

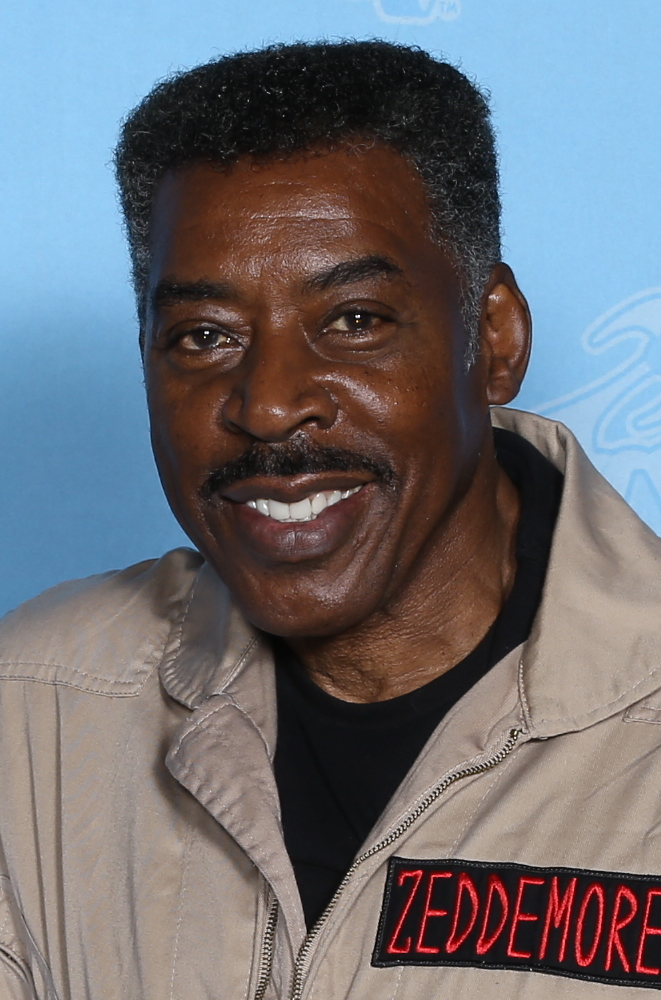
Ernie Hudson (* 1945)

- Hudson, Frank (* 1957), deutscher Basketballspieler
- Hudson, Garth (1937–2025), kanadischer Multiinstrumentalist
- Hudson, George (1910–1996), US-amerikanischer Jazzmusiker
- Hudson, Grace (1865–1937), amerikanische Malerin
- Hudson, Grant M. (1868–1955), US-amerikanischer Politiker
- Hudson, Haley (* 1986), US-amerikanische Schauspielerin und Sängerin
- Hudson, Harriet (* 1998), australische Ruderin
- Hudson, Havelock (1862–1944), britischer General
- Hudson, Henry, englischer Seefahrer und Entdecker
- Hudson, Hilda Phoebe (1881–1965), englische Mathematikerin und Hochschullehrerin
- Hudson, Huberht (1886–1942), britischer Marineoffizier und Polarforscher
- Hudson, Hugh (1930–1993), australischer Politiker, Abgeordneter und Minister
- Hudson, Hugh (1936–2023), britischer Filmregisseur
- Hudson, James († 1885), britischer Diplomat
- Hudson, Jennifer (* 1981), US-amerikanische Sängerin und Schauspielerin
- Hudson, John (* 1774), englischer Sträfling
- Hudson, Kate (* 1979), US-amerikanische SchauspielerinKate Hudson (* 1979)

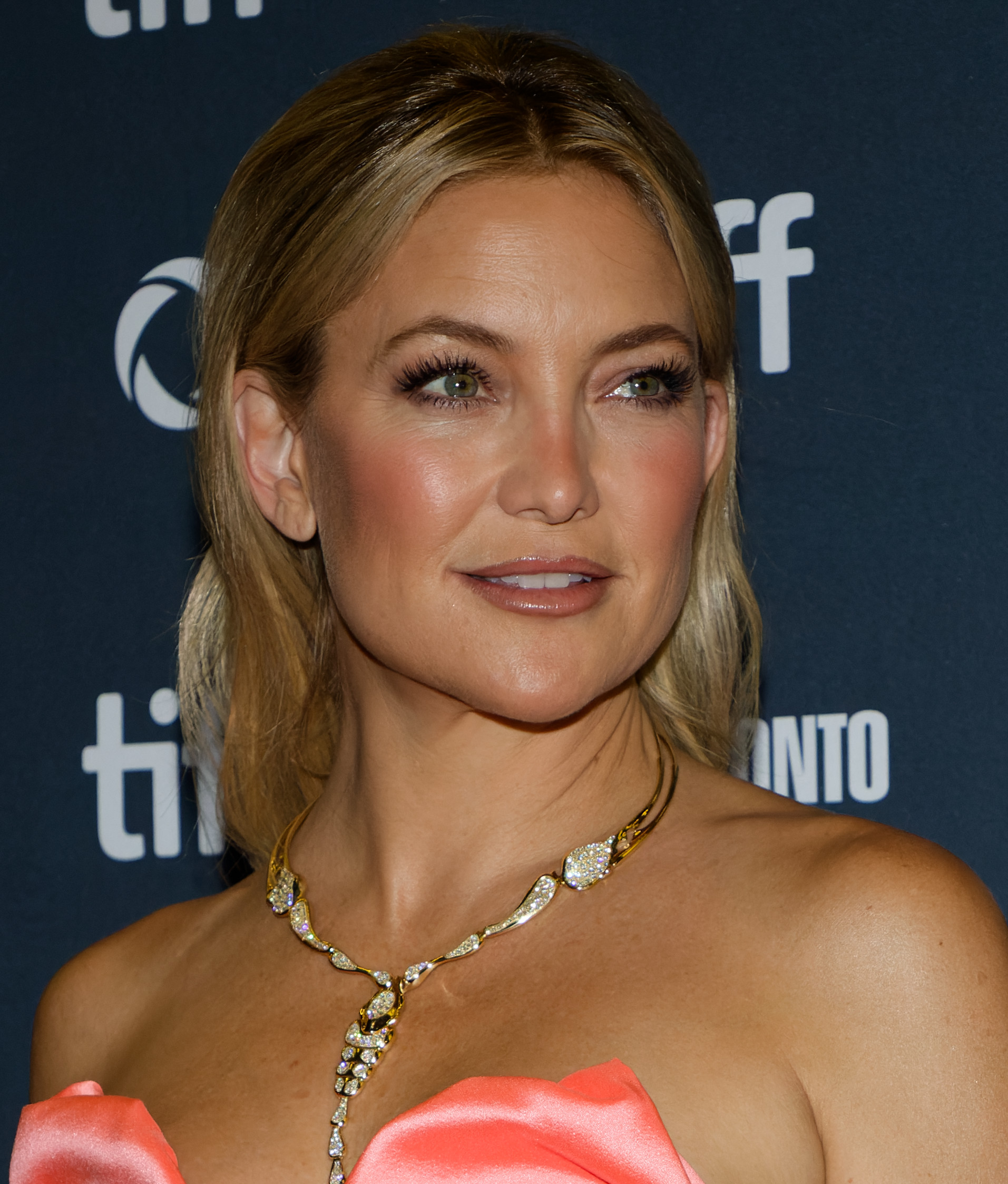
Kate Hudson (* 1979)

- Hudson, Ken (1939–2012), US-amerikanischer Basketballschiedsrichter und -funktionär
- Hudson, Kerry (* 1980), britische Schriftstellerin
- Hudson, Lee, US-amerikanischer Jazzmusiker
- Hudson, Lou (1944–2014), US-amerikanischer Basketballspieler
- Hudson, Louis (1898–1975), kanadischer Eishockeyspieler
- Hudson, Lucy-Jo (* 1983), britische Schauspielerin
- Hudson, Maggie Rose, US-amerikanische Schauspielerin
- Hudson, Manley Ottmer (1886–1960), US-amerikanischer Völkerrechtler, Professor für Völkerrecht und Richter am Ständigen Internationalen Gerichtshof
- Hudson, Martha (* 1939), US-amerikanische Leichtathletin und Olympiasiegerin
- Hudson, Michael (* 1939), US-amerikanischer Ökonom
- Hudson, Mike (* 1967), kanadischer Eishockeyspieler
- Hudson, Nell (* 1990), britische Schauspielerin
- Hudson, Nicholas (* 1959), englischer Geistlicher, römisch-katholischer Weihbischof in Westminster
- Hudson, Nikki (* 1976), australische Hockeyspielerin
- Hudson, Oliver (* 1976), US-amerikanischer Schauspieler
- Hudson, Peter (1923–2000), britischer General
- Hudson, Peter (* 1984), englischer Dartspieler
- Hudson, Peter Derek (* 1961), britischer Vizeadmiral
- Hudson, Piera (* 1996), neuseeländische Skirennläuferin
- Hudson, Richard (* 1971), US-amerikanischer Politiker
- Hudson, Robert (* 1960), US-amerikanischer Dokumentarfilmer
- Hudson, Robert, 1. Viscount Hudson (1886–1957), britischer Politiker, Unterhausabgeordneter und Peer
- Hudson, Robin Lyth (1940–2021), britischer Mathematiker
- Hudson, Rochelle (1916–1972), US-amerikanische Schauspielerin
- Hudson, Rock (1925–1985), US-amerikanischer SchauspielerRock Hudson (1925–1985)

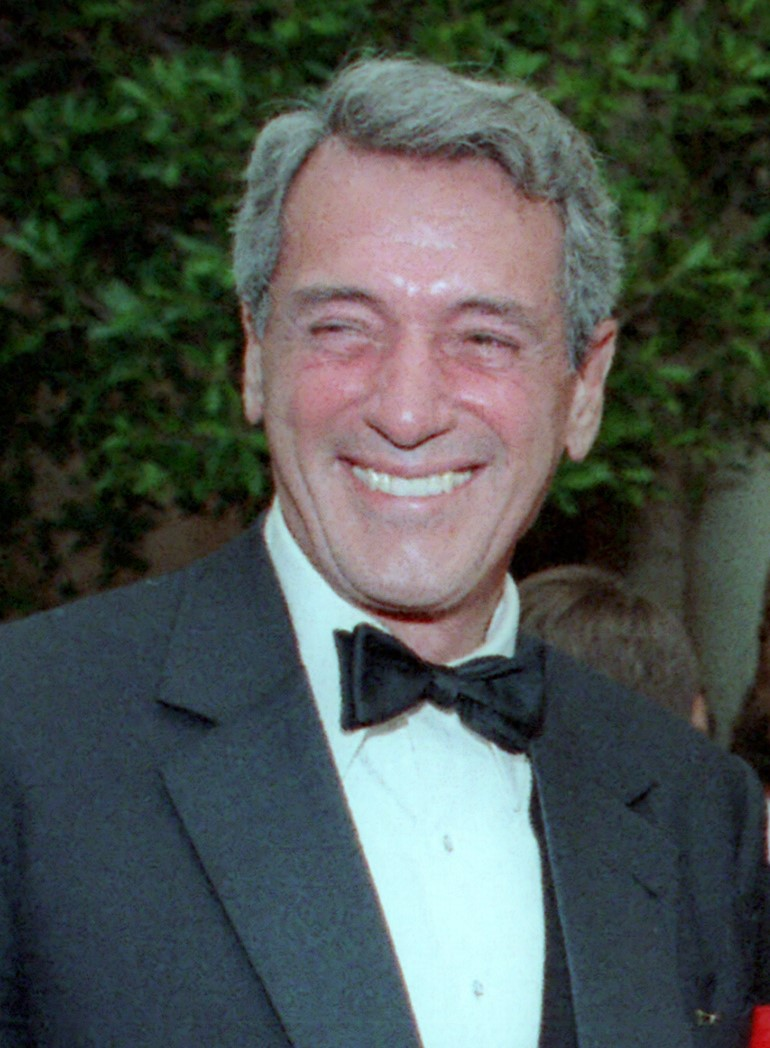
Rock Hudson (1925–1985)

- Hudson, Rodney (* 1989), US-amerikanischer American-Football-Spieler
- Hudson, Ron (1939–2011), US-amerikanischer Jazz-Fotograf
- Hudson, Sarah (* 1984), US-amerikanische Sängerin
- Hudson, Steve (* 1969), britischer Schauspieler
- Hudson, Thomas (1701–1779), britischer Porträtmaler
- Hudson, Thomas Jefferson (1839–1923), US-amerikanischer Politiker
- Hudson, Troy (* 1976), US-amerikanischer Basketballspieler und Rapper
- Hudson, Valerie M. (* 1958), US-amerikanische Politikwissenschaftlerin und Hochschullehrerin
- Hudson, Victoria (* 1996), österreichische SpeerwerferinVictoria Hudson (* 1996)

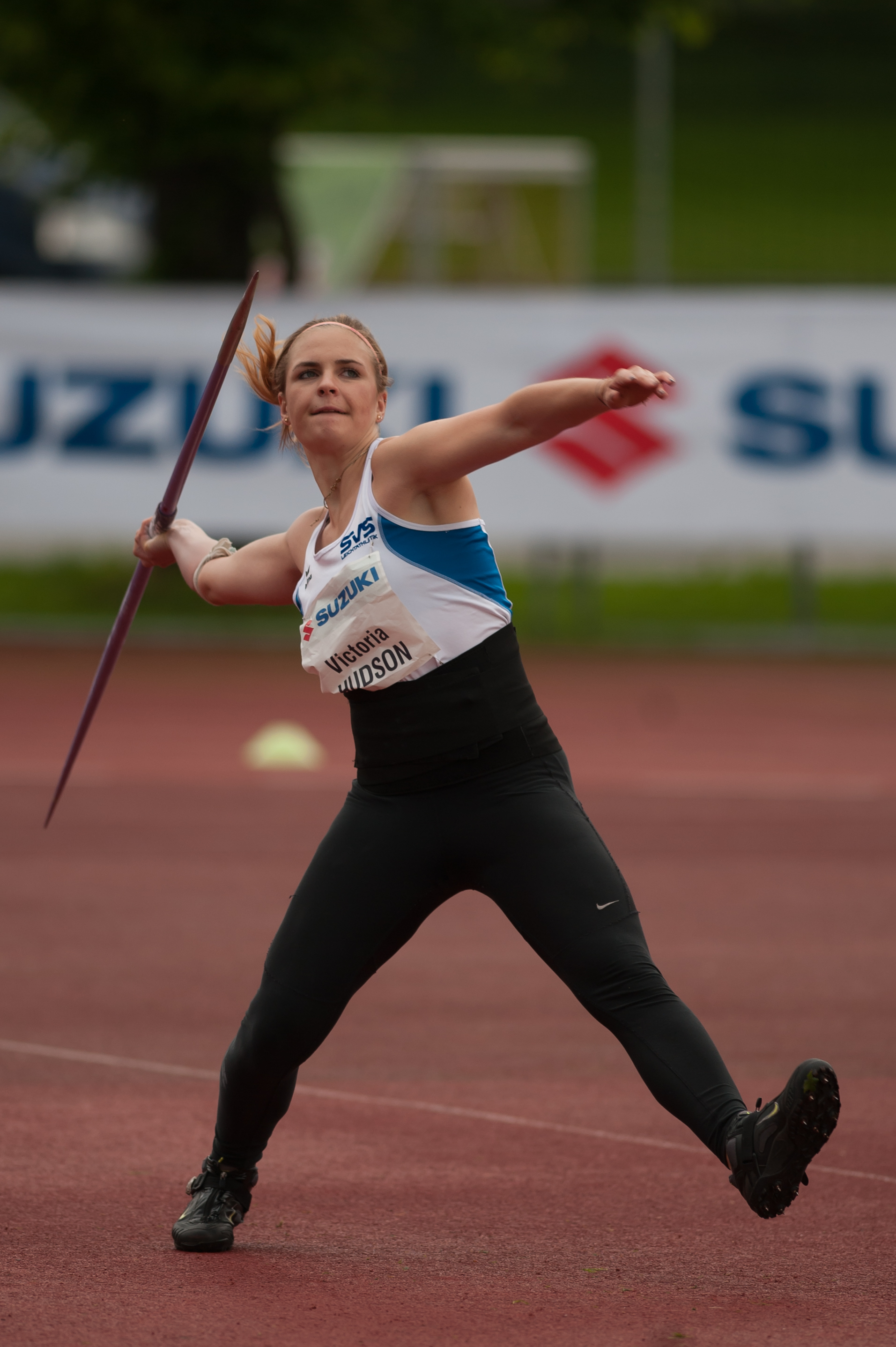
Victoria Hudson (* 1996)

- Hudson, Walter (1944–1991), US-amerikanischer Inhaber des Guinness-Weltrekords für den größten Taillenumfang
- Hudson, Will (1908–1981), US-amerikanischer Jazz-Arrangeur und Bandleader
- Hudson, William (1730–1793), britischer Botaniker und Mykologe
- Hudson, William Henry (1841–1922), argentinisch-britischer Schriftsteller, Naturalist und Ornithologe
- Hudson-Odoi, Callum (* 2000), englisch-ghanaischer Fußballspieler
- Hudson-Phillips, Karl (1933–2014), Jurist aus Trinidad und Tobago
- Hudson-Smith, Matthew (* 1994), britischer Leichtathlet
- Hudson-Wilkin, Rose (* 1961), britische Bischöfin der Church of England
- Hudspeth, A. James (* 1945), US-amerikanischer Neurophysiologe
- Hudspeth, Claude Benton (1877–1941), US-amerikanischer Politiker
- Hudsyn, Jean-Luc (* 1947), belgischer römisch-katholischer Geistlicher, Weihbischof in Mecheln-Brüssel

### Hudt
- Hudtwalcker, Christian Martin (1761–1835), deutscher evangelisch-lutherischer Geistlicher und zuletzt Propst in Itzehoe
- Hudtwalcker, Elisabeth (1752–1804), deutsche Künstlerin
- Hudtwalcker, Heinrich (1829–1896), deutscher Kaufmann
- Hudtwalcker, Johann Michael (1747–1818), Unternehmer, Aufklärer
- Hudtwalcker, Martin Hieronymus (1787–1865), Hamburger Senator
- Hudtwalcker, Nicolaus (1794–1863), hamburgischer Assekuranzmakler, Kunstsammler und Mäzen
- Hudtwalcker, Olaf (1915–1984), deutscher Galerist und Jazzpublizist

### Hudu
- Huduti, Adem (* 1952), türkischer Offizier

### Hudy
- Hudy, Bernadette (* 1962), deutsche Leichtathletin
- Hudy, Marc (* 1968), deutscher Jurist und Wissenschaftsmanager
- Hudyma, Oleksandr (* 2003), ukrainischer Radrennfahrer
- Hudyma, Olessja (* 1980), ukrainische Malerin